# Die Tingeltangelgräfin
Die Tingeltangelgräfin oder Trottie tanzt ins Glück ist eine britische Musical-Komödie aus dem Jahr 1949 von Regisseur Brian Desmond Hurst, die Hauptrollen spielen Jean Kent und James Donald.

## Handlung
Die Handlung ist in den 1890er Jahren angesiedelt.
Trottie True ist Sängerin in einer Music Hall in London. Sie hat ihr Herz an den armen Sid Skinner verloren, möchte aber lieber reich heiraten. Zu den Männern, die Trottie umschwärmen, gehört auch der reiche und ernsthafte Aristokrat Lord Digby Landon. Trottie entscheidet sich für den Aristokraten und überlegt rückblickend, ob Sid nicht doch die bessere Wahl gewesen wäre.

## Kritik
„Romantisch-sentimentale, langatmige Unterhaltung.“

## Synchronisation
Die deutsche Synchronisation des Films:
- Jean Kent: Evy Gotthardt
- James Donald: Hermann Lenschau
- Hugh Sinclair: Erwin Linder
- Lana Morris: Hildegard Gericke
- Andrew Crawford: Werner Dahms
- Bill Owen: Joseph Offenbach
- Michael Medwin: Herbert Asmis
- Joan Young: Gustl Busch